# Cylindrodesmus villosus
Cylindrodesmus villosus är en mångfotingart som beskrevs av Pocock 1898. Cylindrodesmus villosus ingår i släktet Cylindrodesmus och familjen orangeridubbelfotingar. Inga underarter finns listade i Catalogue of Life.